# Appenai-sous-Bellême
Appenai-sous-Bellême település Franciaországban, Orne megyében. Lakosainak száma 277 fő (2022. január 1.). Appenai-sous-Bellême La Chapelle-Souëf, Dame-Marie, Igé, Saint-Martin-du-Vieux-Bellême és Belforêt-en-Perche községekkel határos.

## Népesség
A település népességének változása:
| Lakosok száma | 260  | 267  | 277  | 276  | 280  | 281  | 280  | 278  | 277  |
|               | 2013 | 2015 | 2016 | 2017 | 2018 | 2019 | 2020 | 2021 | 2022 |